# Еюпсултан
„Еюпсултан“ (на турски: Eyüpsultan) е община и околия на град Истанбул, Турция. Разположена е в Европейската част на Турция. Общата ѝ площ е 242 км2. Според данни на Адресната система за регистриране на населението (ABPRS) към 2024 г. населението на „Еюпсултан“ е 354 472 жители.

## Квартали
Околията е съставена от 29 квартала:
- „Агачлъ“
- „Акпънар“
- „Акшемсетин“
- „Алибейкьой“
- „Гьоктюрк“
- „Гюзелтепе“
- „Дефтердар“
- „Дюгмеджилер“
- „Емнийеттепе“
- „Есентепе“
- „Ислямбей“
- „Ихсание“
- „Ишъклар“
- „Йешилпънар“
- „Карадолап“
- „Левент V“
- „Мимар Синан“
- „Митхат паша“
- „Нишанджа“
- „Одайери“
- „Пиринччи“
- „Рами Джума“
- „Рами Йени“
- „Сакария“
- „Силахтарага“
- „Топчулар“
- „Център“
- „Чифталан“
- „Чърчър“